# 呂西阿斯 (大臣)
呂西阿斯 （希臘語： ; ?—前162年），塞琉古帝國將領，敘利亞的總督，後來成為安條克五世的攝政。
呂西阿斯出身高貴，擁有皇家血統。前166年，安條克四世準備親征波斯一帶，意圖藉由掠奪來籌備不足的經費，安條克四世命呂西阿斯為敘利亞總督，並且監護他的兒子。在安條克四世遠征期間，猶大地區的以色列人起義不斷，呂西阿斯率領大軍，其部將有托勒密、尼卡諾爾、高爾吉亞等，來對抗猶大·馬加比（Judas Maccabeus）的起義軍。然而猶大·馬加比在兩場靠近以馬忤斯（Emmaus）的戰役中分別擊敗尼卡諾爾和高爾吉亞，並在前164年伯夙戰役擊敗呂西阿斯的軍隊，呂西阿斯被迫退回安條克，終讓猶大·馬加比收復耶路撒冷聖殿。
前164年，安條克四世在遠征期間於巴比倫過世，臨終前命自己的夥友腓力為攝政 ，但呂西阿斯聞安條克四世已經逝世，擁立尚是孩兒的安條克五世為王，並讓自己成為攝政。之後呂西阿斯再度糾結軍隊，帶著安條克五世繼續進攻猶大地區，並收復伯夙（Beth Zur），包圍耶路撒冷。當呂西阿斯聽聞另一位攝政腓力率領歸途的遠征軍已經攻陷首都安條克時，他連忙與猶大·馬加比講和並撤軍，回頭擊敗腓力。
幾年後，另外一位塞琉古王位繼承人德米特里一世回到塞琉古帝國境內，呂西阿斯的軍隊譁變，把呂西阿斯和安條克五世逮捕，交給德米特里一世處死。

## 腳註
1. ↑  瑪加伯上 3:32; 瑪加伯下 10:11
2. ↑   瑪加伯上 6:15; 瑪加伯下 13
3. ↑  瑪加伯上 6:17
4. ↑  瑪加伯上 7:1-23

## 來源
Hutchinson, J. (1915). "Lysias（页面存档备份，存于）". International Standard Bible Encyclopedia. Eds. Orr, James, M.A., D.D. Retrieved December 9, 2005.